# 高山彰
高山 彰（たかやま あきら、1944年7月28日 - ）は、日本の元俳優。
2018年から映像コンテンツ権利処理機構に連絡のとれない権利者として掲載されている。

## 出演作品

### テレビドラマ
- 特別機動捜査隊（NET / 東映）
  - 第510話「勝利と敗北」（1971年） - 宮川
  - 第524話「ドルショック」（1971年） - 工員
  - 第618話「大都会の野良犬」（1973年） - 五郎
- 荒野の素浪人（NET / 三船プロダクション）
  - 第1シリーズ 第32話「非情 人斬り賭場」（1972年）
  - 新・荒野の素浪人 第16話「博徒狩り」（1974年）
- 大江戸捜査網 第2シリーズ 第29話「賭場荒し」（1972年、12ch / 三船プロダクション）
- 仮面ライダーV3 第11話「悪魔の爪がV3をねらう!!」（1973年、MBS / 東映） - 黒田雄二[2]
- 大河ドラマ（NHK）
  - 勝海舟（1974年） - 藤井百合吉
    - 第14話「長崎海軍伝習所」
    - 第15話「対岸」
    - 第17話「黒い波濤」

  - 花神 第11話「討幕幻想」（1977年） - 伊藤雋吉
  - 黄金の日日（1978年） - 新助
    - 第24話「鳥取兵粮戦」 - 第26話「プエルト・デル・ハポン」
    - 第30話「大坂築城」
- 連続テレビ小説 / 雲のじゅうたん（1976年）
  - 第87話
  - 第105話
- 赤い絆 第20話「春の朝、海に消えた」（1978年、TBS / 大映テレビ）
- 宴のあと -自称「小川真由美」の調書-（1978年、NHK）
- 七人の刑事 第3シーズン 第28話「悲しきチェイサー」（1978年、TBS）
- 新・座頭市 第3シリーズ 第20話「祭りばやしに風車」（1979年、CX） - 弥助
- 男たちの旅路 第4部 第3話「車輪の一歩」（1979年、NHK）
- 太陽にほえろ! 第391話「黄色いボタン」（1980年、NTV / 東宝）
- 探偵物語 第20話「逃亡者」（1980年、NTV / 東映）

### 映画
- 藍より青く（1973年、松竹） - 信次
- 戦争と人間 第三部 完結篇（1973年、日活）
- 青春の門 自立篇（1977年、東宝） - 浜崎
- 宇能鴻一郎の看護婦寮（1978年、日活） - 中学教師
- 皇帝のいない八月（1978年、松竹）